# Eurybatos ze Sparty
Eurybatos ze Sparty (gr. Εὐρύβατος) – starożytny grecki zapaśnik, olimpijczyk. Pierwszy zwycięzca olimpijski w zapasach po wprowadzeniu tej konkurencji do programu starożytnych igrzysk, co miało miejsce w 708 roku p.n.e.